# Parafia św. Stefana w Ostrzyhomiu-Kertváros
Parafia św. Stefana w Ostrzyhomiu-Kertváros – parafia rzymskokatolicka, administracyjnie należąca do archidiecezji ostrzyhomsko-budapeszteńskiej, znajdująca się w dekanacie Esztergom. 